# Sgurr Alasdair
Sgurr Alasdair – najwyższy szczyt pasma Cuillin i wyspy Skye, zbudowany z gabro. wznosi się na 992 m n.p.m. Po raz pierwszy zdobyty przez szeryfa Alexandra Nicholsona w 1873 roku. Obecna nazwa nadana została na jego cześć. Wcześniej szczyt nazywano Sgurr Biorach.